# Medaille voor Trouwe Dienst bij Schutterijen
De Medaille voor Trouwe Dienst bij Schutterijen werd op 5 december 1851 door Koning Willem III der Nederlanden in een Koninklijk Besluit ingesteld als beloning voor 15 jaar "eerlijke en trouwe dienst" bij de stedelijke  schutterijen.
De naar Franse snit vervaardigde zilveren medaille was ovaal van vorm. Aan de onderzijde was een krans van eiken- en laurierblad bevestigd en als verhoging diende een muurkroon met drie torens. Op de medaille is een schild met de woorden "TROUWE DIENST" afgebeeld. Achter dit schild zijn zeven vaandels geplaatst. Onder het schild hangt een lint met het woord "SCHUTTERIJ".
 De achterzijde is vlak.
In een Koninklijk Besluit van 2 juli 1886 werd bepaald dat schutters na twintig jaar een medaille met vergulde rand, krans en stedenkroon zouden ontvangen. Na dertig jaar hadden zij recht op een vergulde medaille. 
Het 37 millimeter brede lint is oranje.
In 1907 werd de Schutterij door de regering opgeheven. Hiermee kwam ook een einde aan het uitreiken van deze medailles.